# Украинец, Владимир Владимирович
Влади́мир Влади́мирович Украи́нец (укр. Володимир Володимирович Українець; 20 июля 1982 — 29 ноября 2022, Белогорье) — украинский военнослужащий, подполковник, участник российско-украинской войны. Герой Украины (8 июля 2023, посмертно).

## Биография
Родился 20 июля 1982 года. Окончил Шепетовский УВК № 3 на Хмельнитчине. Высшее образование получил в горде Каменец-Подольский, после чего работал в «Службе спасения» в Государственной службе Украины по чрезвычайным ситуациям. Впоследствии жил в Запорожье. В свободное от работы время занимался альпинизмом и марафонским бегом.
С началом российского вторжения в Украину приступил к службе в составе тактической группы огневой поддержки. Служил старшим оперативным сотрудником Управления СБУ в Запорожской области.
29 ноября 2022 года в ходе украинского контрнаступления принимал участие в проведении оперативно-боевого мероприятия возле села Белогорье Запорожской области, целью которого было выявление личного состава, техники и позиции противника. Владимир Украинец эффективно корректировал артиллерию ВСУ по силам и средствам врага, подавляя огневые точки и нанося этим урон его живой силе. Во время массированного авиационного и артиллерийского обстрела по закрытой украинской позиции получил ранения, несовместимые с жизнью.

## Награды
- Звание «Герой Украины» с удостоением ордена «Золотая Звезда» (8 июля 2023, посмертно) — за личное мужество и героизм, проявленные в защите государственного суверенитета и территориальной целостности Украины, верность военной присяге.

## Память
- В сентябре 2023 года в Шепетовском УПК № 3 установили мемориальную доску выпускнику школы — Герою Украины Владимиру Украинцу.

- В сентябре 2023 года в Запорожье переименована улица Новокузнецка на улицу Владимира Украинца (Южный микрорайон, Пески)[6].